# Красносельць
Красносельць (пол. Krasnosielc) — село в Польщі, у гміні Красносельц Маковського повіту Мазовецького воєводства.
Населення — 1122 особи (2011).
У 1975-1998 роках село належало до Остроленцького воєводства.
Рідне село братів Ворнерів - засновників відомої кінокомпанії в США.

## Демографія
Демографічна структура станом на 31 березня 2011 року:
|          | Загалом | Допрацездатний вік | Працездатний вік | Постпрацездатний вік |
| -------- | ------- | ------------------ | ---------------- | -------------------- |
| Чоловіки | 548     | 106                | 384              | 58                   |
| Жінки    | 574     | 115                | 329              | 130                  |
| Разом    | 1122    | 221                | 713              | 188                  |